# Богданчук, Иван Климентьевич
Иван Климентьевич Богданчук (1923, с. Боголюбово Тамбовской обл. — 26 марта 1945, д. Вильхва (Польша)) — советский разведчик, гвардии старшина. Полный кавалер ордена Славы.

## Биография
Иван Климентьевич Богданчук родился в 1923 году в рабоче-крестьянской семье. На фронт призван в 1941 году Старо-Юрьевским районным военным комиссариатом.
Помощник командира отделения взвода пешей разведки 7-го гвардейского воздушно-десантного стрелкового полка 2-й гвардейской воздушно-десантной дивизии[когда?].
В 1941 году с 22 июня по 17 сентября воевал на Южном фронте, где получил первое тяжелое ранение.
С 11 декабря 1941 по 19 июля 1942 года воевал на Юго-Западном фронте, где получил ранение лёгкой степени тяжести. С 4 октября по 21 декабря 1942 года воевал на Сталинградском фронте, где получил второе тяжёлое ранение. C 17 апреля 1943 года воевал на Центральном фронте, с 1 октября — Первый Украинский фронт, где и погиб 26 марта 1945 года.
На Украинском фронте в течение 1944 года получил четыре награды:
- орден Красной Звезды за взятие ценных пленных и уничтожение врага во время Проскуровско-Черновицкой наступательной операции в марте месяце[3].
- орден Славы III степени за взятие двух пленных и личное уничтожение восьми немецких захватчиков 1 мая близ г. Коломыя[3].
- орден Славы II степени за подвиг 28 июля близ села Березув, где И. К. Богданчук с товарищами во время вылазки разбили вражеский отряд немцев, из которых 28 убили[3].
- второй орден Красной Звезды за проведение слаженной операции по прорыву из окружения венгерских солдат[3].
- 24 марта 1945 года за доблесть и мужество, и образцовое выполнение боевых заданий удостоен ордена Славы I степени[3].

26 марта 1945 года погиб в бою и похоронен в деревне Вильхва (Польша).

## Семья
Отец — Богданчук Климентий Данилович (1892—1937 гг.).